# تكفيري
التكفيري هو مصطلح يطلق على المسلم الذي يتهم مسلمًا آخر بالردة. اتهام الجماعات الإسلامية بكونها تكفيرية أصبح طعنًا طائفيًّا متداولًا خاصة بعد اندلاع الحرب الأهلية السورية عام 2011.

## حكم تكفير المسلم
لا يجوز تكفير المسلم، فهو من كبائر الذنوب؛ لما في ذلك من استحلال لدماء وأموال وأعراض المسلمين التي أوجب الشرع الحفاظ عليها وصونها وعصمتها، كذلك ما يوجبه التكفير من إحلال الفساد في الأرض. وقد تضافرت الأدلة في الشرع على وجوب الاحتياط في تكفير المسلم.
قال الله تعالى:﴿يَا أَيُّهَا الَّذِينَ آمَنُوا إِذَا ضَرَبْتُمْ فِي سَبِيلِ اللَّهِ فَتَبَيَّنُوا وَلَا تَقُولُوا لِمَنْ أَلْقَى إِلَيْكُمُ السَّلَامَ لَسْتَ مُؤْمِنًا تَبْتَغُونَ عَرَضَ الْحَيَاةِ الدُّنْيَا فَعِنْدَ اللَّهِ مَغَانِمُ كَثِيرَةٌ كَذَلِكَ كُنْتُمْ مِنْ قَبْلُ فَمَنَّ اللَّهُ عَلَيْكُمْ فَتَبَيَّنُوا إِنَّ اللَّهَ كَانَ بِمَا تَعْمَلُونَ خَبِيرًا ۝٩٤﴾ [النساء:94]
- قال النبي ﷺ: «إذا قال الرجلُ لأخيهِ يا كافِرُ باءَ بِه أحَدُهما.» – صحيح البخاري

## أقوال علماء المسلمين
- يقول المليباري«: ينبغي للمفتي أن يحتاط في التكفير ما أمكنه لعظم خطره وغلبة عدم قصده، سيما من العوام،وما زال أئمتنا على ذلك قديماً وحديثاً[7]»
- قول الغزالي«:...أما الوصية فإن تكف لسانك عن أهل القبلة ما أمكنك، ماداموا قائلين:لا إله إلا الله محمد رسول الله، غير مناقضين لها، والمناقضة: تجويزهم الكذب على رسول الله صلى الله عليه وآله وسلم بعذر، أو غير عذر، فإن التكفير فيه خطر، والسكوت لا خطر فيه، وأما القانون فهو أن تعلم أن النظريات قسمان قسم يتعلق باصول القواعد وقسم يتعلق بالفروع، وأصول الإيمان ثاثة الإيمان بالله وبرسوله وباليوم الاخر وماعداه فروع واعلم أنه لا تكفير في الفروع أصلا إلا في مسالة واحدة وهي أن ينكر أصلاً دينياً عُلم من الرسول صلى الله عليه وسلم بالتواتر.[8]»

## انظر ايضاً
- الكفر في الإسلام
- عنف طائفي

## وصلات خارجية
- الأسباب الفكرية لمنزلقات التكفير
- كتاب التكفير بين الدين والسياسة، محمد يونس